# Lac Cecita
 (février 2017).
Si vous disposez d'ouvrages ou d'articles de référence ou si vous connaissez des sites web de qualité traitant du thème abordé ici, merci de compléter l'article en donnant les références utiles à sa vérifiabilité et en les liant à la section « Notes et références ».
Le Lac Cecita (en italien : Lago Cecita) est un lac de barrage situé en partie à proximité des communes de Spezzano della Sila, Longobucco et Celico dans la province de Cosenza  en Calabre.  La retenue d'eau alimente les turbines d'une centrale hydroélectrique.